# 田中美里
田中 美里（たなか みさと、1977年〈昭和52年〉2月9日 - ）は、日本の女優、声優。石川県金沢市出身。株式会社アンプレ所属。

## 略歴
小学校低学年の時、母親によって児童劇団に入る。
北陸学院中学・高等学校卒業。1996年、第4回東宝シンデレラオーディション審査員特別賞を受賞。1997年、NHK連続テレビ小説『あぐり』のヒロイン役でデビュー。
韓流ドラマ『冬のソナタ』でチェ・ジウの吹き替えを務めるなど、柔らかく印象的な声を生かしてラジオのパーソナリティーやナレーターとしても活躍している。
2012年5月末日付で所属していた東宝芸能を退社して個人事務所アンプレを設立し、独立した。
2019年春、自身がプロデュースする帽子ブランド『ジンノビートシテカッシ』を立ち上げた。

## 人物
映画『ゴジラ×メガギラス G消滅作戦』で共演した谷原章介は、田中について「ものすごいのほほんとした方」と称しており、同作品での堅い役柄とはギャップがあったという。
幼少期から水が怖くて泳げなかったが、『ゴジラ×メガギラス』では泳ぐシーンがあったために特訓し、25メートルプールの半分ぐらいまでは息継ぎなしで泳げるようになった。
『冬のソナタ』以降、チェ・ジウの吹き替え声優として知られている。また、2004年に同作のプロモーションでチェ・ジウが来日した際に対面を果たしており、「これからも、私が出演したドラマが日本で放映されることがあったら、私の声は全部、田中さんが担当してくれたらうれしい」と言われ、公認された。また、田中自身も「私が出演した作品が韓国で放映されたら、私の声はチェ・ジウさんが担当してくれたらうれしい」と返すなどの交流もあり、義姉妹の契りを結んだという。なお、この対面は、事前準備なしに突然成立したもので、チェ・ジウがNHKを訪問するという噂を聞いた田中が、現場に駆けつけて実現したものだとされている。

## 出演

### テレビドラマ
- あぐり（1997年4月7日 - 10月4日、NHK総合、連続テレビ小説） - 主演・望月(川村/林)あぐり 役
- それでもワインがスキ!?（1998年3月24日、関西テレビ）
- WITH LOVE（1998年4月14日 - 6月30日、フジテレビ） - 村上雨音 役
- お熱いのがお好き?（1998年7月1日 - 9月9日、日本テレビ） - 小林貴奈子 役
- 緋が走る（1999年4月7日 - 5月12日、NHK総合） - 主演・松本美咲 役
- 京都始末屋事件ファイル（1999年7月1日 - 9月16日、テレビ朝日） - 野々村みずき 役
- バースデイ〜こちら椿産婦人科〜（1999年10月13日 - 12月15日、テレビ東京） - 主演・椿彩 役
- 一絃の琴（2000年3月27日 - 7月31日、NHK総合） - 主演・澤村（望月 / 市橋）苗 役
- 呪いの5キャラットダイヤ（2000年8月21日、TBS、月曜ドラマスペシャル）
- 利家とまつ〜加賀百万石物語〜（2002年1月6日 - 12月15日、NHK総合、大河ドラマ） - 市 役
- 考古学者・佐久間怜子2（2002年6月18日、日本テレビ、火曜サスペンス劇場）
- 私はやってない!痴漢えん罪殺人連鎖（2002年6月19日、テレビ東京、女と愛とミステリー）
- 真夜中の雨（2002年10月10日 - 12月19日、TBS、カネボウ木曜劇場） - 広田マキ 役
- 壁ぎわ税務官2 ライバル登場編（2002年10月11日、フジテレビ、金曜エンタテイメント）
- 伝説のマダム「第3・11話」（2003年4月 - 6月、読売テレビ）
- 京都離婚旅行殺人事件（2003年6月4日、テレビ東京、女と愛とミステリー） - 主演・石田里香 役
- 転がしお銀（2003年10月10日 - 12月5日、NHK総合） - 主演・お銀（山岡菊） 役
- 昨日の友は今日の敵?（2004年1月5日 - 2月9日、NHK総合） - 女優美里 役※特別出演
- 七色のおばんざい（2005年6月20日、NHK総合） - 長崎真奈美 役
- 新・科捜研の女「file.2」（2005年7月21日、テレビ朝日） - 麻生早紀恵 役
- 金田一耕助シリーズ32 神隠し真珠郎（2005年、TBS、月曜ミステリー劇場） - 鵜藤由美 役
- 京都南署鑑識ファイルシリーズ（2005年 - 、テレビ朝日、土曜ワイド劇場） - 主演・円城寺りつ子 役
  - 「日舞家元殺人事件 川は見ていた!」（2005年10月29日）
  - 「古都老舗女社長殺人」（2005年12月10日）
  - 「名門陶芸窯元〜茶会連続殺人!!」（2006年11月4日）
  - 「老舗料亭〜密室連続殺人!!」（2009年7月25日）
  - 「狙われた映画女優〜連続殺人の罠!!」（2010年11月6日）
  - 「華道家元殺人事件」（2011年8月13日）
  - 「京グルメ殺人事件〜最後の晩餐の謎!!」（2012年7月29日）
  - 「氷上の連続殺人!!」（2014年6月14日）
  - 「仕組まれた医療ミス殺人の謎!!」（2015年6月20日）
  - 「狙われた社長令嬢・誘拐犯が殺された!」（2016年4月2日）
  - 「予告動画で連続殺人!? 狙われた女社長!」（2017年7月23日）
  - 「盗聴された殺人!!容疑者声紋一致せず!?焼き芋に謎!」（2018年4月1日）
- 天下騒乱〜徳川三代の陰謀（2006年1月2日、テレビ東京、新春ワイド時代劇） - みね 役
- 相棒 Season 4 最終話「桜田門内の変」（2006年3月15日、テレビ朝日） - 韮崎ひばり 役
- テニススクール殺人事件（2006年4月、テレビ朝日、土曜ワイド劇場） - 柚原千晶 役
- 次郎長背負い富士（2006年6月1日 - 8月31日、NHK総合） - お蝶 / はな 役（二役）
- Good Job〜グッジョブ（2007年3月26日 - 3月30日、NHK総合） - 小久保香世 役
- その男、副署長〜京都河原町署事件ファイル〜→その男、副署長シリーズ（2007年 - 、テレビ朝日、木曜ミステリー） - 池永佳子 役
  - その男、副署長 京都河原町署事件ファイル 第1シリーズ（2007年4月26日 - 6月14日）
  - その男、副署長 京都河原町署事件ファイル 第2シリーズ（2008年7月3日 - 9月4日）
  - その男、副署長 第3シリーズ（2009年10月15日 - 12月17日）
- 少年ドラマ夕陽ヶ丘の探偵団（2007年12月、NHK教育） - 木村美代子 役
- 徳川風雲録 八代将軍吉宗（2008年1月2日、テレビ東京、新春ワイド時代劇） - 竹姫 役
- 浅見光彦シリーズ30 天河伝説殺人事件（2008年1月25日、金曜プレステージ） - 水上秀美 役
- 天才刑事・野呂盆六 母という名の罠（2008年4月19日、朝日放送、土曜ワイド劇場） - 朝霧早矢子 役
- ブロードキャストASUKA（2008年、KBS京都、サンテレビ、tvkなどが製作局） - ゲスト出演
- 肉体の門（2008年12月27日、テレビ朝日） - お六 役
- 特命係長 只野仁（4thシーズン）「第32話」（2009年1月8日、テレビ朝日） - 恵美 役
- 必殺仕事人2009「第6話」（2009年2月20日、テレビ朝日） - 初枝 役
- スペシャル企画「たったひとりの反乱」（2009年7月28日、NHK総合） - 今野由梨（ダイヤル・サービス社長） 役
- 外科医 須磨久善（2010年9月5日、テレビ朝日） - 宮本陽子 役
- FACE MAKER 「第12話 - 最終話」（2010年12月23日・30日、読売テレビ） - 篠塚舞 役
- 名探偵コナン 工藤新一への挑戦状 「第5話」（2011年8月4日、読売テレビ） - 永田知里 役
- 開拓者たち（2012年1月1日 - 1月22日、NHK BSプレミアム） - 吉崎順子 役
- 忠臣蔵〜その義その愛（2012年1月2日、テレビ東京、新春ワイド時代劇） - 瑤泉院（あぐり） 役
- 湯けむりバスツアー 桜庭さやかの事件簿4（2012年2月6日、TBS、月曜ゴールデン） - 篠崎圭子 役
- 刑事吉永誠一 涙の事件簿9（2012年6月20日、テレビ東京、水曜ミステリー9）- ホステス、元・美容師 浜口慶子 役
- 黒い十人の黒木瞳II（2012年12月29日、NHK BSプレミアム） - 黒い占い師 役
- ミエリーノ柏木「第6・7・9話」（2013年2月15・22日・3月9日、テレビ東京） - 田中 役
- 小暮写眞館 第1回「幽霊が出る写眞館」（2013年3月31日、NHK BSプレミアム） - 山埜理恵子 役
- 島の先生 第1回「もう一度、生きる」（2013年5月25日、NHK） - 鈴木華江 役
- 浅草下町通交番 子連れ巡査の捜査日誌1（2013年7月24日、テレビ東京、水曜ミステリー9） - 等々力里奈 役
- 基町アパート〜ドキュメンタリードラマ（2013年8月24日、NHK）
- 私の父はチャンポンマン（2013年12月18日、NHK BSプレミアム） - 赤石由美 役
- 匿名探偵「第5話」（2014年8月8日、テレビ朝日） - 遠藤幸枝 役
- だましゑ歌麿IV（2014年9月6日、テレビ朝日） - お恭 役
- 科捜研の女 第14シリーズ「第1話 前編・第2話 後編」（2014年10月16・23日、テレビ朝日） - 渋沢冬水 役
- SAKURA〜事件を聞く女〜「第2話」（2014年10月27日、TBS、月曜ミステリーシアター） - 時田祥子 役
- 神戸在住（2015年1月17日、サンテレビ） - 合田和名 役
- リスクの神様「第5話」（2015年8月12日、フジテレビ） - 袴田美沙 役
- ドラえもん、母になる〜大山のぶ代物語〜（2015年12月13日、NHK BSプレミアム） - 野村道子 役[11]
- 伝七捕物帳 「第3話」（2016年7月29日、NHK BSプレミアム） - お勝 役
- 石川五右衛門（2016年10月 - 12月、テレビ東京） - おりつ 役
- 花嵐の剣士 〜幕末を生きた女剣士・中澤琴〜（2017年1月14日、NHK BSプレミアム）- 椿 役[12]
- アシガール（2017年9月23日 - 12月16日、NHK総合） - 久 役
  - アシガールSP（2018年12月24日、NHK総合）
- 池波正太郎時代劇 光と影 おっ母、すまねえ（2018年2月6日、BSジャパン） - 主演・お米 役
- プラスティック・スマイル（2018年11月21日、NHK BSプレミアム） - 紬の母 役
- それぞれの断崖（2019年8月3日 - 9月21日、東海テレビ・フジテレビ） - 八巻はつみ 役
- 駐在刑事 Season2（2020年1月24日 - 3月6日、テレビ東京） - 綿谷夏子 役
- アンサング・シンデレラ病院薬剤師の処方箋 第5話・第10話（2020年8月13日、9月17日、フジテレビ） - 清水佐緒里 役
- 明治開化 新十郎探偵帖 第7話（2021年1月29日、NHK BSプレミアム） - 千頭千代 役
- アノニマス〜警視庁“指殺人”対策室〜 第4話（2021年2月15日、テレビ東京） - 真壁澪 役
- 命のバトン～赤ちゃん縁組がつなぐ絆～　（2021年11月18日、NHK BS1） - 桜田早苗 役
- アイゾウ　警視庁・心理分析捜査班 第7話・第8話（2022年11月22日・29日 フジテレビ） - 番匠康子 役
- 私は整形美人　(2025年1月16日～ フジテレビ)　白石雅美　役

### 映画
- 一本の手（1997年） - 主演・ミツ子 役
- 黒い家（1999年11月13日公開、松竹） - 黒沢恵 役
- ゴジラシリーズ（東宝）
  - ゴジラ×メガギラス G消滅作戦（2000年12月16日公開、東宝） - 主演・辻森桐子 役[6]
  - ゴジラ×メカゴジラ（2002年12月14日公開、東宝） - 品川東病院の看護婦・辻森 役[6]
- みすゞ（2001年） - 主演・金子みすゞ 役
- HAZAN（2003年）
- 世界の中心で、愛をさけぶ（2004年5月8日公開） - 律子の母 役
- 電車男（2005年6月4日公開、東宝）
- 探偵事務所5（2006年） - 村山理沙子 役
- 能登の花ヨメ（2008年） - 主演・藤川みゆき 役
- 群青 愛が沈んだ海の色（2009年6月27日公開、東宝） - 仲村由起子 役
- TAKAMINE〜アメリカに桜を咲かせた男〜（2011年） - 麻績村貴子 役
- カルテット!（2012年） - 千尋先生 役
- あんてるさんの花（2012年） - 安藤奈美子 役[13]
- 神戸在住（2015年） - 合田和名 役
- 向日葵の丘・1983年夏（2015年8月22日） - みどり（大人） 役
- 貞子vs伽椰子（2016年6月18日） - 高木史子 役[14]
- 家族の日（2016年、花三） - 君原 喜美子 役
- しまこと小豆島（短編映画　2016年） - 成瀬美樹 役
- 明日にかける橋　1989年の思い出（2018年）- 吉行桐子 役
- 糸（2018年）- 主演・波多江 絢 役
- ずぶぬれて犬ころ（2019年6月1日）- 小堀茜 役（特別出演）
- 二宮金次郎（2019年6月1日） - なみ 役
- 帰郷（2020年1月17日）- おとし 役
- 山中静夫氏の尊厳死（2020年2月14日） - 今井早智子 役
- もみの家（2020年3月20日）- 佐藤恵 役
- キリノシロ（2020年11月8日）- 舞蔵夕実 役
- 人（2022年8月26日）- 彩子 役
- 泥の子と狭い家の物語（2022年12月2日）- 内田康子 役
- それいけ!ゲートボールさくら組（2023年5月12日）- 木下春子 役
- スパイスより愛を込めて。（2023年6月2日、ブロードメディア） - 山本香織 役[15][16]
- TOKYO, I LOVE YOU（2023年11月10日、ナカチカピクチャーズ）[17]
- フィリピンパブ嬢の社会学（2024年2月17日、キョウタス）[18]
- 美晴に傘を（2025年1月24日、ギグリーボックス） - 透子 役[19]

### 舞台
- わが町（1997年）演出：鴨下信一　銀座セゾン劇場[20]
- 鏡花幻想―恋女房すずという女（2000年）演出：江守徹　帝国劇場
- かもめ（2002年）演出：マキノノゾミ　新国立劇場 小劇場
- 大川わたり（2003年）演出：小林俊一　ル・テアトル銀座
- 喜劇・極楽町一丁目〜嫁姑地獄篇〜（2004年）
- 浪人街（2004年）脚本：マキノノゾミ　演出：山田和也　青山劇場
- ハレルヤ（2004年）作・演出：和田憲明　シアタートップス
- 虹の橋（2004年）　御園座
- LOVE LETTERS（2004年）演出：青井陽治　パルコ劇場
- 写楽考（2005年）作：矢代静一　演出：マキノノゾミ　シアター1010 ※第5回バッカーズ演劇奨励賞を受賞
- 喜劇 大吉夢家族（2005年）演出：伏見悦男　帝国劇場
- 妻をめとらば（2006年）脚本：マキノノゾミ・鈴木哲也　演出：宮田慶子　御園座
- 錦鯉（2006年）作・演出：土田英生　天王洲銀河劇場
- 砂利（2007年）脚本・本谷有希子　演出：倉持裕　青山スパイラルホール
- からっぽの湖（2008年）作：枡野幸宏　演出：G2　紀伊国屋ホール
- 山の巨人たち（2008年）作：ルイジ・ピランデルロ　演出：ジョルジュ・ラヴォーダン　新国立劇場　中劇場
- 淫乱斎英泉（2009年）作：矢代静一　演出：鈴木裕美　あうるすぽっと　豊島区立舞台芸術交流センター
- 静かじゃない大地（2009年）作・演出：G2　本多劇場
- 初恋（2010年）作・演出：土田英生　三鷹市芸術文化センター　星のホール
- 梅咲きぬ（2010年）演出：江守徹　御園座
- 高き彼物（2012年）作・演出：マキノノゾミ　吉祥寺シアター
- つく、きえる（2013年）作：ローラント・シンメルフェニヒ　演出：宮田慶子　新国立劇場　小劇場
- 案山子（2014年）作・演出：東憲司　本多劇場
- 朗読劇 私の頭の中の消しゴム 8th letter（2016年4月 - 5月、天王洲銀河劇場） - 薫 役 [21]　作・演出：岡本貴也　天王洲銀河劇場
- 熱血!ブラバン少女（2017年3月4日 - 6日）作・演出：G2　博多座
- 未来に輝くチカラ ～THIS IS ME～（2018年11月28日）総合演出：G2　作・演出：川口大樹　博多座
- 天下一の軽口男 笑いの神さん 米沢彦八（2019年2月1日 - 17日）原作：木下昌輝 脚本：森脇京子 演出：堤泰之　大阪松竹座
- とちラブ朗読劇「すっぴん」（2020年12月13日）原作：林和子   脚本・演出：大野泰広  栃木県総合文化センター
- 徒花に水やり（2021年12月15日 - 19日）作・演出：土田英生　スズナリ
- たわごと（2023年11月16日 - 12月17日）作・演出：桑原裕子　穂の国とよはし芸術劇場 　東京芸術劇場 シアターイースト　他
- ラストシーンを探して（2025年7月17日 - 7月24日）作 : 関戸哲也　演出：寺十吾　ザ・ポケット

### テレビアニメ
- アガサ・クリスティーの名探偵ポワロとマープル（2004年） - グエンダ・リード 役
- ルパン三世 sweet lost night 〜魔法のランプは悪夢の予感〜（2008年） - ドリュー 役[22]
- 冬のソナタ アニメ版（2009年） - チョン・ユジン 役
- NHK番組たまご「大人女子のアニメタイム『川面を滑る風』」（2011年） - 乃里子 役

### 吹き替え
- チェ・ジウ（チェ・ジウ本人公認）
  - 愛の不時着（本人）
  - 美しき日々（キム・ヨンス）
  - 誰にでも秘密がある（ハン・ソニョン）
  - 天国の階段（ハン・ジョンソ / キム・ヂス）
  - 初恋（カン・ソッキ）
  - ピアノを弾く大統領（チェ・ウンス）
  - 101回目のプロポーズ（リー・シャオロン）
  - ファースト・キス（ソン・ヨンファ）
  - 冬のソナタ（チョン・ユジン）
  - 無影剣 SHADOWLESS SWORD
  - 連理の枝（ヘウォン）

### ナレーション
- 発見ふるさとの宝（2005年、NHK総合）
- 憧れの都へ〜とっておきのヨーロッパ〜（2007年）
- 太陽の王国（2007年 - 2008年、テレビ東京）
- ゆらり散歩世界の街角（2010年 - 、BS-TBS）
- 馬と駆ける冒険エンデュランス（2011年 - 2012年、テレビ東京）
- ソーラーボーイズ（2012年、テレビ金沢）
- ラグビーガール（2013年 - 、テレビ東京）
- 女の道は一本道 〜追悼・宮尾登美子さん〜（2015年、NHK四国管内）
- 広島からアウシュビッツへ～戦争体験を受け継ぐために～（2015年、NHK総合）
- 未来へ贈るいのちの森（2016年、宮城テレビ）

### ラジオ
- 損保ジャパン presents MORNING CRUISIN'（bayfm　2002年10月～）
- 放送大学 MANABEE'S CAFE（bayfm制作、NACK5、Fm yokohama 84.7でも放送）
- 「ASIENCE SPIRIT OF ASIA」（J-WAVE）
- 復刻ラジオドラマ 「君の名は」（2005年3月19日 - 21日、NHK第1 開局80周年記念ドラマ） - 氏家真知子 役[23]
- FMシアター（NHK-FM）
  - 「ロイヤルミルクティー」（2008年12月6日） - 正美 役[24]
  - 「PTA広報委員長の渡辺です」（2011年4月2日） - 渡辺千秋 役[25]
- SOUNDS OF STORY〜ASADA JIRO LIBRARY〜「百年の庭」（2013年6月16日、J-WAVE）[26]
- ON THE WAY COMEDY 道草（TOKYO FM 不定期）
- 東京03の好きにさせるかッ!（2020年3月12日、NHK第1）[27]
- KIKKOMAN LIVE KITCHEN LIVE!（2019年10月6日 - 2020年3月29日、bayfm）

### バラエティ
- 秘密のケンミンSHOW（読売テレビ、不定期出演）
- 趣味悠々「今日から始めよう荘村清志のギターで世界の名曲を」（全13回）（NHK教育）
  - 司会とともにクラシックギターに挑戦。
- 遠くへ行きたい（2010年 - 、読売テレビ、不定期で旅人で出演）
- イッピン（2012年12月4日木曽漆器、2013年2月19日山梨ジュエリー、2013年10月22日松江の和菓子、NHK BSプレミアム）
- 輝きYELL!（2014年7月26日、日本テレビ）
- 超入門!落語 THE MOVIE（NHK総合）
  - 粗忽の釘（2016年11月2日） - 女房 役
  - 後生鰻（2018年2月1日） - 鰻屋の女房 役
- 出没!アド街ック天国（テレビ東京）
  - 日本橋人形町　2016年11月26日
  - 日本橋室町　2018年3月10日

### ドキュメンタリー
- 歴史ROMAN 産業遺産 第1部（2008年4月 - 9月19日、日経CNBC） - ナビゲーター
- 新春歴史ロマンSP・戦国武将の真実…時代を変えた奇跡の瞬間! 愛と野望の開運伝説（2011年1月2日、TBS）
  - ドラマ編で、おね（北政所）を演じた。
- 金曜スーパープレミアム「スタア追悼2011天国へのラブレター」（2011年12月16日）
- にっぽん紀行「届け! 復興の歌声 釜石・歓喜の第九」（2011年12月22日、NHK総合） - 案内人
- ヨーロッパ水風景 ベルギー ブルージュ〜アントワープの旅（2013年11月24日・12月1日、BSジャパン） - 旅人
- 発掘!歴史に秘めた恋物語「戦国一の美女　信長の妹・お市の方の物語」（2015年1月5日、BSフジ）
- 理想の住まいとは?〜建築家と辿る空間の旅〜（2015年1月17日、BS-TBS）
- さいはっけん!古都物語（2015年5月9日、BSプレミアム）
- 天才絵師 長谷川等伯に誘われて～こころの原風景・北陸～（2015年7月5日、BS-TBS）
- 絶景!開運紀行　世界遺産・平泉から みちのくの桃源郷をゆく（2015年8月16日、BS朝日）
- 黒柳徹子のコドモノクニ～タブーに挑んだ児童文学作家・松谷みよ子～（2015年11月18日、BS朝日）
- 100分de名著ハンナ・アーレント『全体主義の起原』（2017年9月4日・11日・18日・25日、NHK教育）
- HAIKU MASTERS （2018年12月3日・31日、NHKワールドTV）
- 大人が知らない!! 日本史の新常識3 なぜ変わった?教科書ミステリー（2019年4月6日、BSフジ）

### CM
- 大塚食品「テジャワ ロイヤルミルクティ」（1997年 - 1998年）
- カネボウ「朝の薬用美白エッセンス フェアクレア デイリーヴェイル」（1998年）
- セントラルファイナンス（1998年）
- 伊藤ハム「さわやかパック おいしさ五重奏」（1999年）
- 北國新聞・富山新聞（兄弟紙）
- 小林製薬「香り薫るサワデー」（2008年）
- リーボック「EASY TONE」（2011年）
- パナソニック「ふとん暖め乾燥機」（2015年）
- サントリー「ザ・プレミアム・モルツ」（2017年、2018年、2019年）

### 著書
- 大人がいちばん、楽しい街　BURA金沢（2015年3月6日発売）